# 註冊護士
註冊護士，是已經在認可護士課程畢業，並且成功獲監管機構授予護士執照的專業人士。
截至2011年，中國共有註冊護士224萬人。2014年，美國有大約2,751,000名註冊護士，加拿大剛剛超過250,000名。在美國和加拿大，這相當於每1,000人中大約有8名護士。根據美國勞工統計局的數據，2016年至2026年間，註冊護士預計將增長15%，遠高於平均水平。美國的增長率有很多原因，包括對預防保健的興趣增加、慢性病的增加以及嬰兒潮一代對服務的需求。美國收入最高的註冊護士在加利福尼亞州。加利福尼亞州的城市通常包括該國註冊護士收入最高的前五個大都市區。大多數註冊護士開始以有競爭力的薪水工作。根據美國勞工統計局的數據，截至2020年6月，註冊護士的年薪中位數為每年80,000美元。最低的10%的註冊護士收入低於70,000美元，最高10%的註冊護士收入超過 101,360美元。